# Jüdischer Friedhof (Wyschnyzja)
Koordinaten: 48° 15′ 3,9″ N, 25° 12′ 25,7″ O

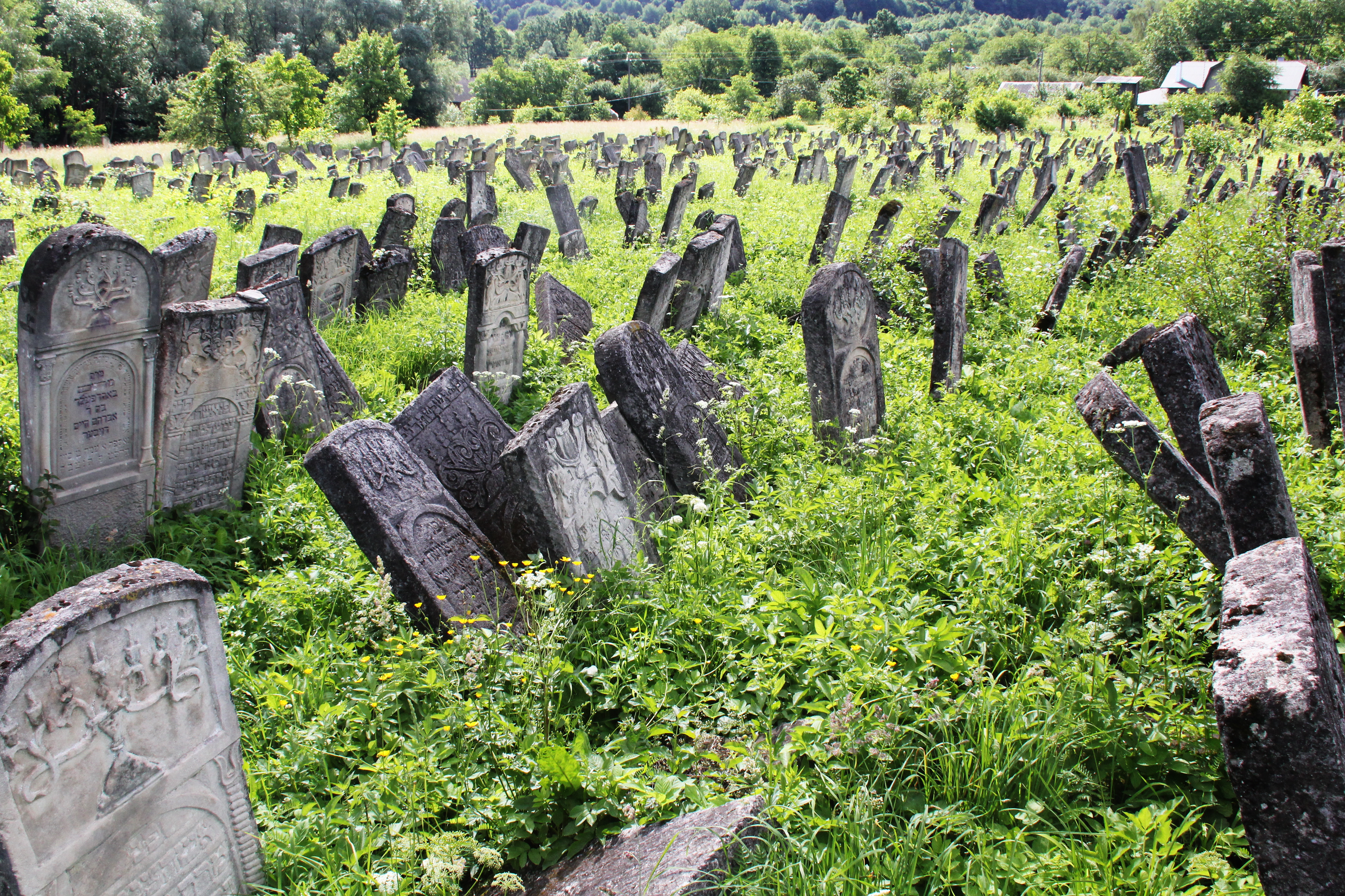
Jüdischer Friedhof Wyschnyzja (2016)

Der Jüdische Friedhof Wyschnyzja liegt in Wyschnyzja (deutsch Wischnitz), einer Rajonshauptstadt in der Oblast Tscherniwzi im Südwesten der Ukraine.
Auf dem jüdischen Friedhof sind zahlreiche Grabsteine erhalten.